# Tachyphyle costiscripta
Tachyphyle costiscripta är en fjärilsart som beskrevs av W. Warren 1906. Tachyphyle costiscripta ingår i släktet Tachyphyle och familjen mätare. Inga underarter finns listade i Catalogue of Life.